# Bayou Gauche
Bayou Gauche is een plaats (census-designated place) in de Amerikaanse staat Louisiana, en valt bestuurlijk gezien onder St. Charles Parish.

## Demografie
Bij de volkstelling in 2000 werd het aantal inwoners vastgesteld op 1770.

## Geografie
Volgens het United States Census Bureau beslaat de plaats een oppervlakte van
52,3 km², waarvan 45,5 km² land en 6,8 km² water.

## Plaatsen in de nabije omgeving
De onderstaande figuur toont nabijgelegen plaatsen in een straal van 16 km rond Bayou Gauche.